# 29852 Niralithakor
29852 Niralithakor è un asteroide della fascia principale. Scoperto nel 1999, presenta un'orbita caratterizzata da un semiasse maggiore pari a 2,7688721 UA e da un'eccentricità di 0,0974845, inclinata di 3,96307° rispetto all'eclittica.